# Abraham de Oliveira
Abraham de Oliveira (4. maj 1880 i Amsterdam – 26. marts 1943 i Sobibor, Polen) var en nederlandsk gymnast som deltog under Sommer-OL 1908.
Han var en del af de nederlandske gymnastikhold, som kom på en syvendeplads under Sommer-OL 1908 i holdkonkurrencen for mænd.
Han døde i Sobibor.